# Bartłomiej Strobel

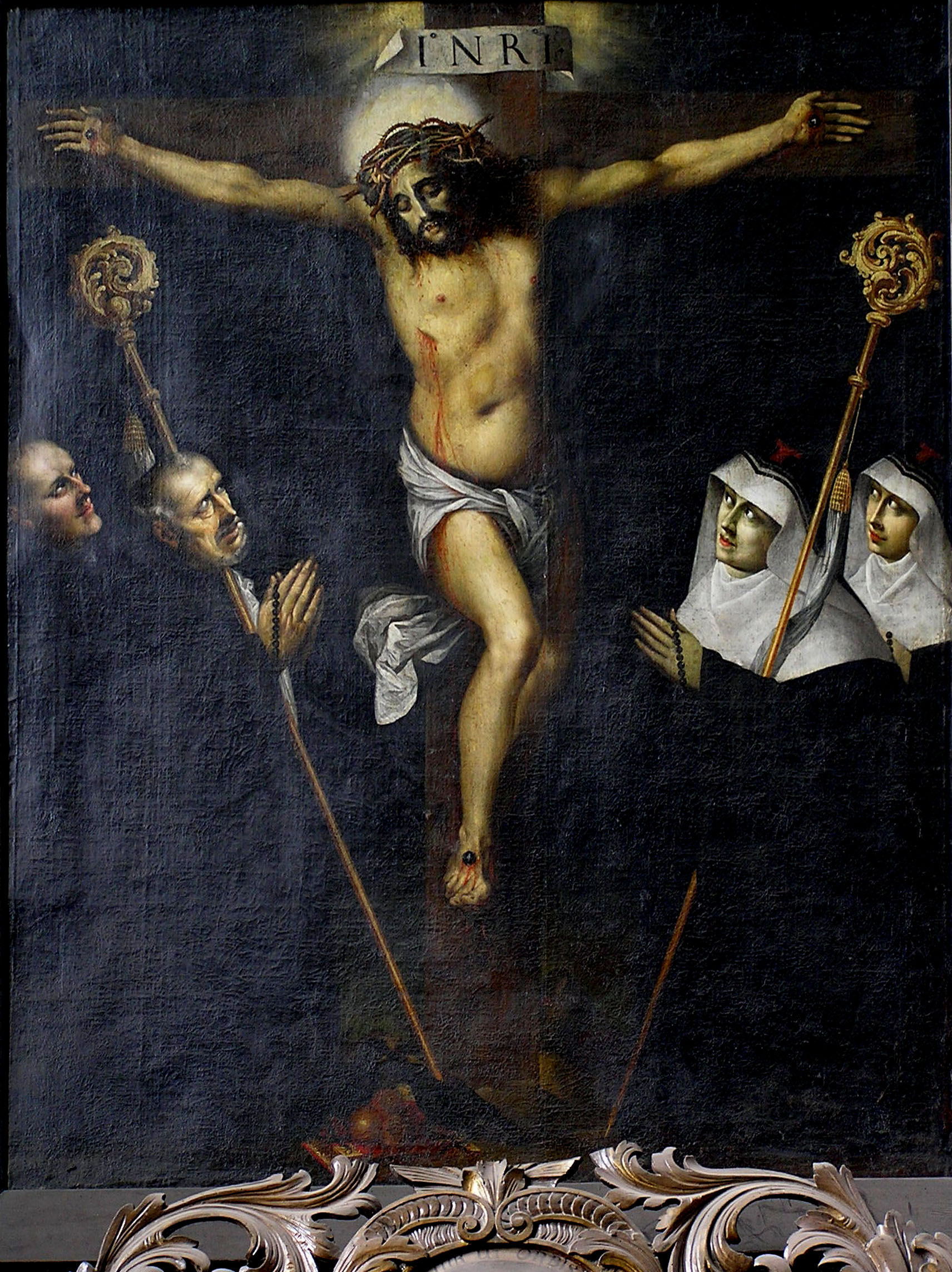
Ukrzyżowanie (1634), Kościół św. Jakuba w Toruniu

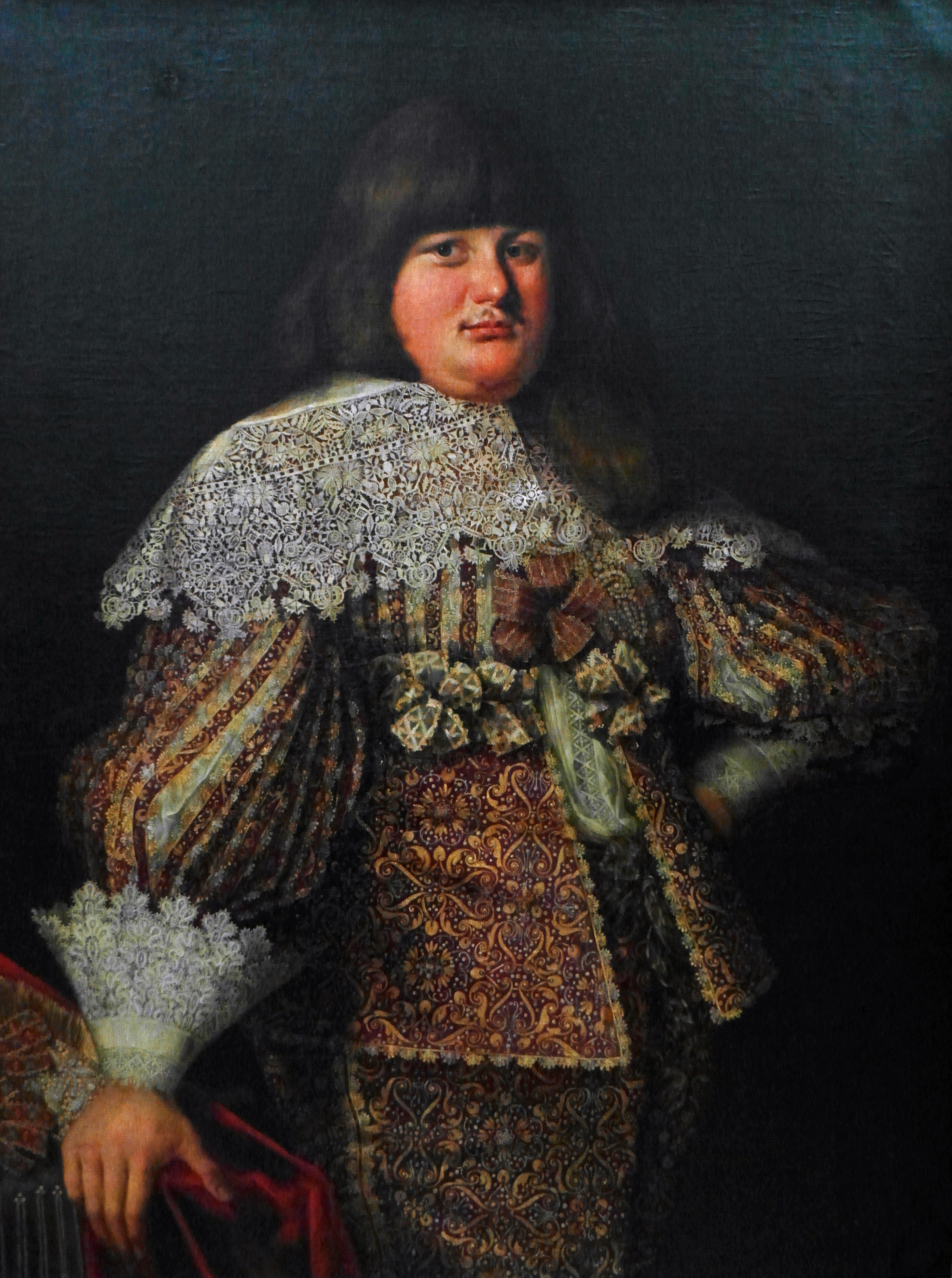
Portret Władysława Dominika ks. Zasławskiego-Ostrogskiego (1635), Muzeum Pałacu Króla Jana III w Wilanowie

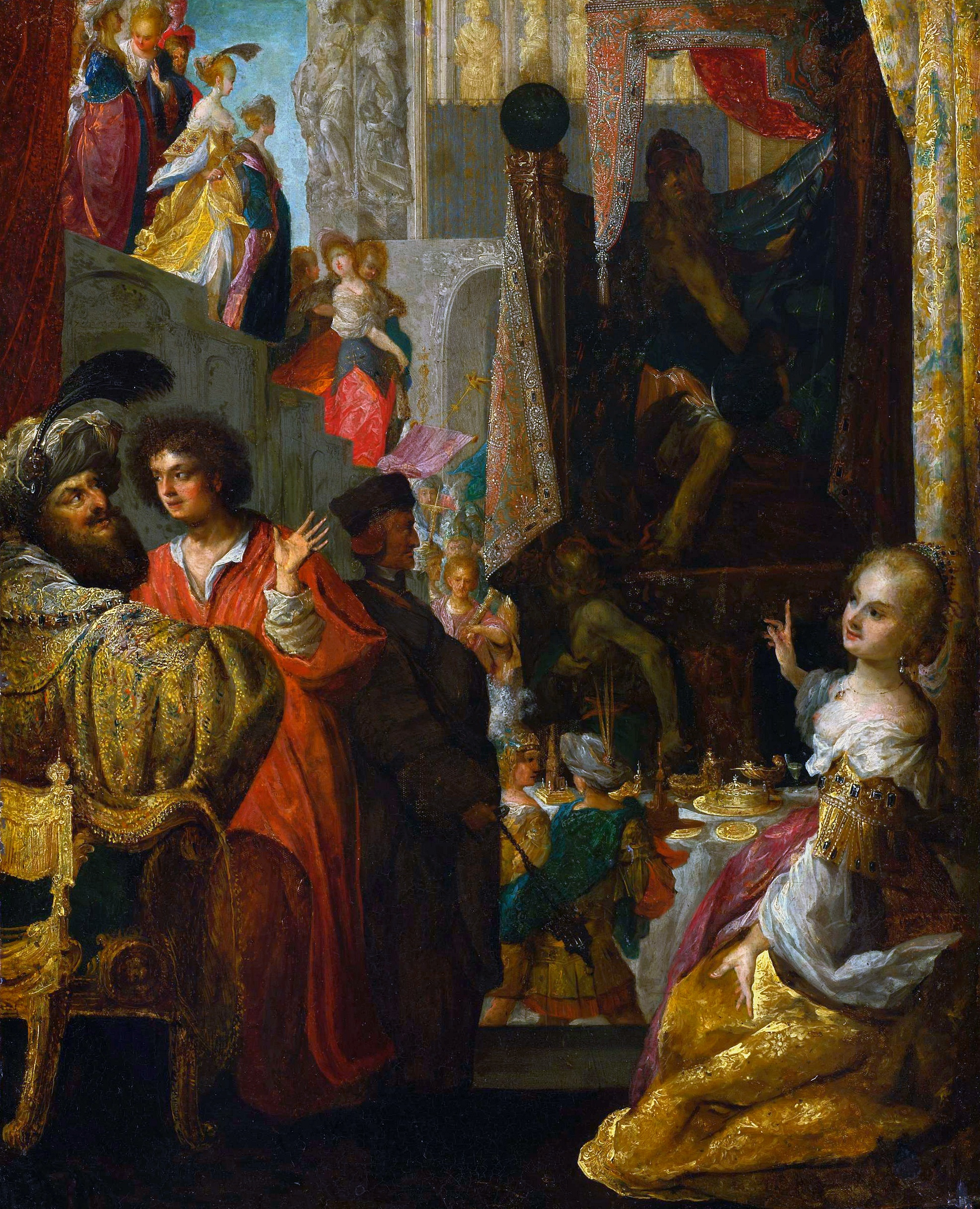
Daniel i król Cyrus przed posągiem Baala (1636-37), Muzeum Narodowe w Warszawie

Bartłomiej lub Bartholomäus lub Bartholomeus Strobel młodszy (ochrz. 11 kwietnia 1591 we Wrocławiu, zm. po 1647 w Toruniu) – polski malarz pochodzenia niemieckiego, przedstawiciel późnego manieryzmu i wczesnego baroku.

## Życiorys
Był synem pochodzącego ze Schneebergu wrocławskiego malarza Bartholomäusa starszego i Thabithy Riehl, córki malarza Andreasa st. Uczył się w pracowni swego ojca (1602-1607). W l. 1608-1611 przebywał w Wiedniu i w Pradze. W 1619 uzyskał serwitoriat cesarza Macieja Habsburga (dzięki poparciu Zygmunta III), w 1624 cesarza Ferdynanda II. Przyjaźnił się z poetą Martinem Opitzem, którego portretował, a przez niego był opiewany w poezji. W 1624 poślubił córkę kupca – Magdalenę Mitwentz. W 1633 przeniósł się do Polski. Działał w Gdańsku, Elblągu i Toruniu. W 1639 został malarzem nadwornym Władysława IV. W 1637 prowadził działalność w Elblągu, a od 1639 w Toruniu.
W 1643 po ciężkiej chorobie przeszedł na katolicyzm.

## Twórczość
Wykonywał obrazy ołtarzowe głównie o tematyce maryjnej (choć był protestantem) na zamówienie katolickich kościołów i klasztorów na Pomorzu, Kujawach i Wielkopolsce (m.in. Grodzisk Wielkopolski, Koprzywnica, Koronowo, Pępowo, Radzyń Chełmiński, Koźliny oraz katedry we Fromborku, w Toruniu, Pelplinie, Włocławku i Wilnie).
Był znakomitym portrecistą. Specjalizował się w portrecie reprezentacyjnym (m.in. portrety Jerzego Ossolińskiego, ks. Władysława Dominika Zasławskiego-Ostrogskiego, Wilhelma Orsettiego).
W jego portretach uwidacznia się nurt reprezentacyjny. Jest to sztuka chłodna, linearna, bardzo oficjalna, Portretowane postaci przedstawione są w pozycji stojącej, najczęściej jedną ręką wspierają się na boku, drugą nonszalancko opierają o stolik. Osoby przedstawiane na obrazach Strobla ubrane są w przesadnie bogate stroje, wykonane z najdroższych tkanin, których lśnienie możemy obserwować dzięki mistrzowskiej technice artysty. Dla podkreślenia rangi portretowanego malarz umieszcza na obrazie przedmioty będące aluzją do herbu rodowego, co miało uwypuklać wspaniałość i ciągłość genealogiczną rodziny.
Pozostawał pod wpływem manierystów Bartholomeusa Sprangera i Hansa von Aachena, z którymi zetknął się na dworze Rudolfa II Habsburga w Pradze oraz malarza gdańskiego Hermana Hana. W swojej działalności portretowej nawiązywał do malarstwa holenderskiego (Jan Antonisz van Ravesteyn).
W l. 1630-33 lub 1640-42, prawdopodobnie na zamówienie króla Władysława IV, namalował, nawiązujący do renesansowej tradycji scen nocnych uczt i bankietów, monumentalny obraz o wymiarach 280 × 952 cm – Uczta u Heroda i ścięcie św. Jana Chrzciciela. Dzieło zostało zakupione być może przez Elżbietę Farnese, drugą żonę króla Hiszpanii Filipa V. Od 1746 znajdowało się w hiszpańskich zbiorach królewskich, obecnie w Museum del Prado w Madrycie. Malowidło wypełnia wielka liczba miniatorskich szczegółów. Na pierwszym planie artysta umieścił ok. 60 postaci, w tym wiele historycznych (m.in. cesarz Ferdynand II Habsburg, król Francji Henryk IV Burbon i generał Albrecht von Wallenstein).

### Dzieła

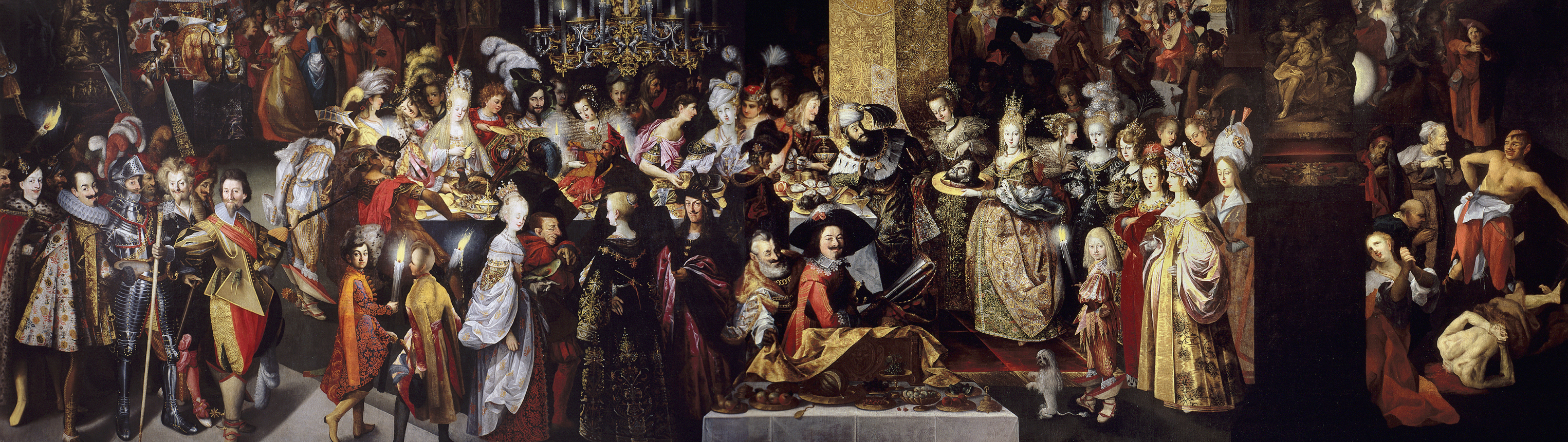
Uczta u Heroda i ścięcie Jana Chrzciciela (1630-33 lub 1640-42) Prado, Madryt

- Ukamienowanie św. Szczepana  –  ok. 1618, 60 × 49 cm, Muzeum-Zamek, Gołuchów
- Portret Johanna von Vogten, starosty Księstwa Wrocławskiego –  1628, 51 × 38 cm, Galeria Sztuki Śląskiej, Brzeg
- Król Dawid i Bethsabe –  1630, 87 × 108 cm, Statni Zamek, Mnichovo Hradiště
- Uczta u Heroda i ścięcie św. Jana Chrzciciela –  1630-33 lub 1640-1642, 280 × 952 cm, Prado, Madryt
- Adoracja Chrystusa Ukrzyżowanego przez obie gałęzie zakonu benedyktyńskiego –  ok. 1634, 248 × 168 cm, Kościół św. Jakuba w Toruniu
- Maria z Dzieciątkiem i św. Stanisławem Kostką oraz Komunią anielską św. Stanisława –  1634-35, 165 × 94 cm, Bazylika katedralna św. Jana Chrzciciela i św. Jana Ewangelisty w Toruniu
- Matka Boska Różańcowa ze św. Dominikiem i św. Mikołajem –  1634-35, 275 × 136,5 cm, Kościół św. Jadwigi, Grodzisk Wlkp.
- Zmartwychwstanie Chrystusa –  1635, 132 × 105 cm, Kościół Matki Boskiej Różańcowej, Koźliny
- Portret Władysława Dominika ks. Zasławskiego-Ostrogskiego –  1635, 112 × 84 cm, Muzeum Pałacu Króla Jana III w Wilanowie
- Daniel i król Cyrus przed posągiem Baala –  1636-37, 39,5 × 30 cm, Muzeum Narodowe w Warszawie
- Portret Martina Opitza –  1636-37, 113,5 × 92,5 cm, Biblioteka Gdańska PAN
- Św. Anna Samotrzeć –  1639, 130 × 83 cm, Katedra we Fromborku
- Święte Małgorzata, Barbara, Katarzyna Sieneńska i Maria Magdalena –  1639, 40 × 70 cm, Katedra we Fromborku
- Św. Andrzej –  1639, 70 × 60 cm, Katedra we Fromborku
- Wniebowzięcie Marii –  1639, 300 × 213 cm, Bazylika katedralna Wniebowzięcia Najświętszej Maryi Panny we Włocławku
- Koronacja Marii –  1639, 115 × 213 cm, Bazylika katedralna Wniebowzięcia Najświętszej Maryi Panny we Włocławku
- Ścięcie św. Jakuba –  1640, 226 × 145 cm, Katedra w Pelplinie
- Chrystus z synami Zebedeusza –  1640, 54 × 123 cm, Katedra w Pelplinie
- Wniebowzięcie i Koronacja Marii z apostołami u grobu –  1641, 320 × 215 cm, Kościół św. Jadwigi, Pępowo
- Koronacja Marii ze św. Łukaszem i św. Mikołajem –  1643, 166 × 256 cm, Kościół św. Anny w Radzyniu Chełmińskim
- Portret rajcy Starego Miasta Torunia Niklausa Huebnera –  1644, 119 × 96 cm, Muzeum Okręgowe w Toruniu
- Portret Gugliemo Orsettiego –  ok. 1644, 125,5 × 100,5 cm, Muzeum Narodowe w Warszawie
- Wniebowzięcie i Koronacja Marii ze św. Bernardem i św. Florianem –  1645, 340 × 222 cm, Kościół św. Floriana w Koprzywnicy
- Bóg Ojciec –  1645, 115 × 110 cm, Kościół św. Floriana w Koprzywnicy
- Wniebowzięcie Marii ze św. Janem Ewangelistą, Bernardem z Clairvaux i apostołami u grobu –  1647, 350 × 274 cm, Kościół Wniebowzięcia NMP w Koronowie
- Powitanie Marii w Niebie przez Chrystusa –  1647, 274 × 208 cm, Kościół Wniebowzięcia NMP w Koronowie
- Maria z Dzieciątkiem, św. Bonawenturą i św. Ludwikiem d’Anjou –  1647, 300 × 200 cm, Kościół św. Bonawentury, Pakość
- Św. Jakub st. jako zwycięzca Maurów w bitwie pod Clavijo –  1640, 139 × 100 cm, Katedra w Pelplinie
- Koronacja Marii –  1644-46, 197 × 176 cm, Kościół św. Rocha, Rykowisko-Błądzim